# Junín de los Andes
Junín de los Andes – miasto w Argentynie, w prowincji Neuquén, stolica departamentu Huiliches.
Według danych szacunkowych na rok 2010 miejscowość liczyła 12 621 mieszkańców.